# Pharmavertreter
Ein Pharmavertreter ist ein Handelsvertreter, der auf Produkte aus der Pharmaindustrie spezialisiert ist. Umgangssprachlich wird der Begriff auch als Synonym für Pharmareferent und Pharmaberater verwendet; dies sind jedoch Berufsbezeichnungen in Deutschland und Österreich, die nur unter bestimmten Voraussetzungen geführt werden dürfen.

## Geschichte
Die Funktionsbezeichnung Pharmaberater wurde 1978 eingeführt. Zudem wurde das deutsche Arzneimittelgesetz diesbezüglich mehrmals geändert. In Befragungen im Zeitraum von 1980 bis 2005 haben Therapeuten (Ärzte usw.) zu mehr als 80 % den Pharmavertreter als wichtigste Informationsquelle für ihre therapeutische Tätigkeit und die Arzneimittelverordnungen benannt. Zunächst gab es viele Quereinsteiger in diesem Berufsfeld, die oftmals nur für eine Firma arbeiteten, weshalb es entsprechende Kritik gab. Der Berufsverband der Pharmaberater (BdP) hatte 2007 rund 4000 Mitglieder. Zudem kam zu Skandalen wegen des Verdachts der Bestechlichkeit. In der Berichterstattung wurden Firmen wie Sandoz, Stada und ratiopharm genannt, worauf der Gesundheitsökonom Karl Lauterbach dieses Geschäftsgebaren heftig kritisierte. Aus den Vereinigten Staaten (USA) stammt seit eine Entwicklung, die Arbeit des Pharmavertreters durch E-Detailing zu verstärken. Diese in Europa seit 2003 ansatzweise vorhandene internetbasierende Technologie wird zum Teil als Konkurrenz zum klassischen Feld-Detailing des Pharmaberaters bewertet. Bis 2010 gab es in Deutschland keine Studien dazu. Bundesjustizminister Heiko Maas versuchte daraufhin eine entsprechende Bestimmung im § 299 des deutschen Strafgesetzbuches zu verankern. Schließlich wurde der dort genannte Tatbestand Bestechlichkeit und Bestechung im geschäftlichen Verkehr durch das Gesetz zur Bekämpfung der Korruption vom 20. November 2015 erweitert und um die §§ 299a und 299 b ergänzt.
Seit 2013 ist, in Angleichung an die gesetzlichen Regelungen anderer europäischer Staaten, für Pharmaberater und Pharmareferenten eine kontinuierliche Fortbildung in Form von bepunkteten, zertifizierten und evaluierten Weiterbildungen zum „CPE-zertifizierten Pharmaexperten“ in enger Zusammenarbeit mit namhaften Unikliniken und Hochschulen möglich. Das so genannte Konzept zur Continuing Pharmaceutical Education (CPE) hat der Berufsverband der Pharmaberater (BdP) entwickelt, es soll eine produktneutrale Fortbildung gewährleisten. Analog zur Continuing Medical Education (CME) für Ärzte erhalten die angehenden Pharmaexperten für die Teilnahme an einzelnen Kursen dabei Fortbildungspunkte. Umsetzung und Durchführung des neuen Konzeptes erfolgte erstmals durch die Hannover School of Health Management (HSHM) an der Medizinischen Hochschule Hannover. Die künftigen Pharmaexperten erhalten einen Weiterbildungsausweis, in dem die erworbenen CPE-Punkte dokumentiert werden.